# Schronisko pod Szczytem Zielonej Góry
Schronisko w Zielonej Górze lub Schronisko pod Szczytem Zielonej Góry – schronisko na wzniesieniu Zielona Góra w miejscowości Kusięta w województwie śląskim, w powiecie częstochowskim, w gminie Olsztyn. Znajduje się w lesie, nieco poniżej szczytu wzniesienia, w obrębie rezerwatu przyrody Zielona Góra.

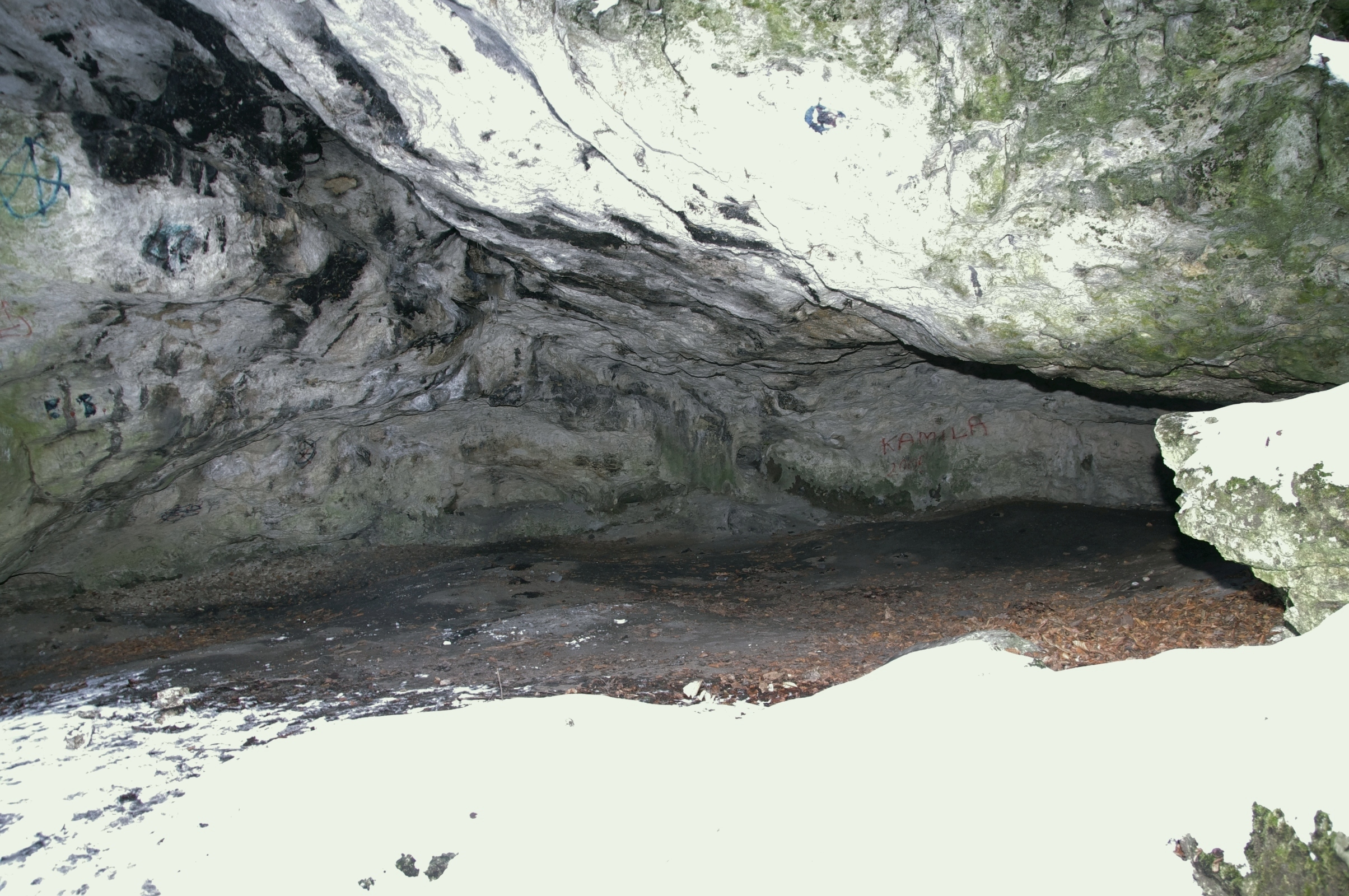

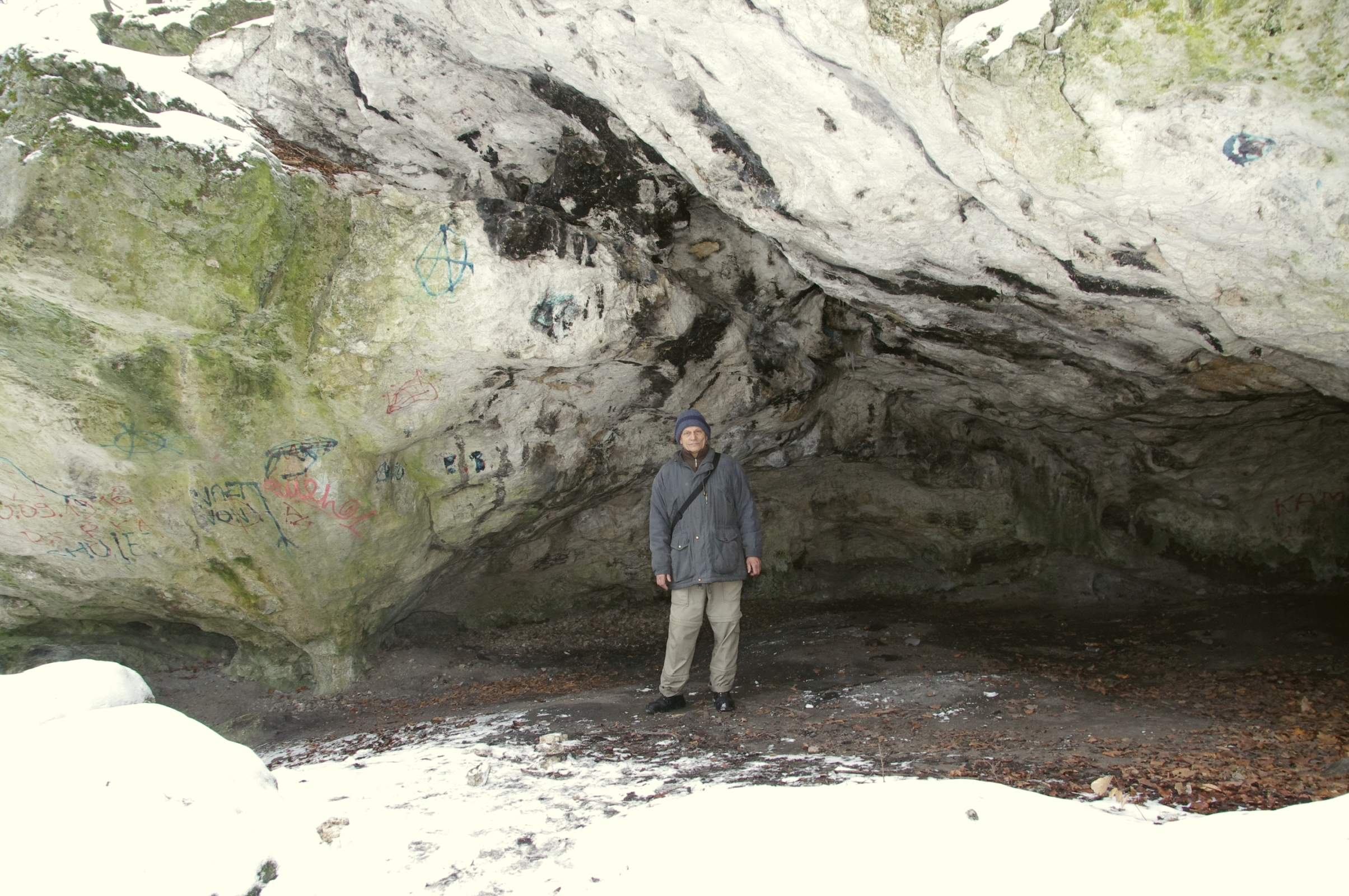

## Opis
Znajduje się przy szlaku turystycznym po wschodniej stronie pasa skał poniżej szczytu Zielonej Góry. Po przeciwległej stronie tych skał znajduje się otwór wejściowy Jaskini w Zielonej Górze.
Schronisko to jedna olbrzymia komora w całości znajdująca się pod wielkim okapem i na całej długości otwarta w kierunku wschodnim (z odchyleniem na południe) na połogi stok. Ma długość 12 m, szerokość 9 m, wysokość 3 m, jest suche i jasne. Namulisko jest obfite, próchniczne, w głębszych częściach piaszczysto-ilaste z rumoszem skalnym. Tuż nad dnem schroniska, w górnej jego części znajduje się opadający w dół mały i ciasny korytarz rozkopany przez poszukiwaczy kalcytu. Schronisko częściowo podzielone jest pochyłą płetwą skalną. W jej tylnej części ukryta jest niska nisza sięgająca do 6 m w głąb skały. Po przeciwległej jej stronie znajdują się dwie ślepe wnęki. Jedna z nich ma postać ciasnego korytarza o długości 4 m. Obydwie są zamulone piaszczysto-ilastym namuliskiem.
Powstało w wapieniach z okresu jury. Nie ma nacieków, a jego strop i ściany są wygładzone, ale ze śladami wietrzenia. W całości jest widne, zimą przemarzające.

## Historia poznania i eksploatacji
Schronisko znane było od dawna. Po raz pierwszy opisał go Kazimierz Maślankiewicz w 1937 roku. Pisze:  wszystkie niemal ściany i strop zajęte są wyrytymi lub wymalowanymi napisami zwiedzających. Zinwentaryzował je Kazimierz Kowalski w 1951 r.
Znajduje się w obrębie rezerwatu i podlega ochronie prawnej.